# Lufang
Lufang är en socken i Kina. Den ligger i provinsen Yunnan, i den sydvästra delen av landet, omkring 180 kilometer norr om provinshuvudstaden Kunming. Antalet invånare är 19 353. Befolkningen består av 8 383 kvinnor och 10 970 män. Barn under 15 år utgör 30 %, vuxna 15-64 år 62 %, och äldre över 65 år 6,0 %.
Genomsnittlig årsnederbörd är 898 millimeter. Den regnigaste månaden är juli, med i genomsnitt 197 mm nederbörd, och den torraste är januari, med 6 mm nederbörd.